# 답내초등학교
답내초등학교는 대한민국 경기도 남양주시에 있는 공립 초등학교이다.

## 학교 연혁
- 1944년 3월 1일 : 마석국민학교 답내분교장 인가
- 1946년 4월 15일 : 답내국민학교 개교

## 참고 자료
- 답내초등학교 - 한국교육학술정보원 학교알리미